# Hasle Klinker- og Chamottestensfabrik
Hasle Klinker- og Chamottestensfabrik A/S var en bornholmsk producent af fliser, ovnkakler, klinker, chamottesten og senere kloak- og drænrør ud fra ildfast ler, der lå ved Muleby på Bornholms vestkyst, ca. 3 km syd for Hasle. Fabrikken blev grundlagt 15. september 1843 under navnet Hasle Kulværks Interessentskab. Efter økonomiske problemer blev fabrikken i 1889 genetableret og fik sit endelige navn. Fabrikken lukkede i 1997.

## Historie
Fund i 1830-erne af kul på kysten ved Hasle førte i 1843 til grundlæggelsen af et kulværk, som til at begynde med udover kulbrydning fremstillede bygningstegl, med kullene som brændsel ved teglbrændingen. Til brænding af 58.000 mursten medgik der 250 tons kul, og 1.000 mursten kostede 17 rigsbankdaler. Murstenene målte 10 x 5 x 2 ¾ tommer (26 x 13 x 7 cm).
Brydningen af kul og ildfast ler foregik i tre grave mellem fabriksområdet og kysten, grave som nu fremstår som søer:
- Rubinsøen ligger med sine tæt bevoksede stejle bredder tættest på Hasle; her blev i årene 1942-1948 indvundet mere end 30.000 tons brunkul,[4]
- Smaragdsøen er kun skilt fra havet ved en dæmning,[5]
- Safirsøen[6] leverede ler til teglproduktion.

I gravene indvandtes ler, som var ildfast, dvs velegnet til brænding ved høje temperaturer. Efter 150 års virksomhed var forekomsterne stadig ikke udtømte.
Produktionen af bygningstegl blev i fabrikkens første tid begunstiget af kongelige forordninger fra 1799 og 1832, med baggrund i Københavns brand i 1795, som pålagde husbyggere at bygge tegltag i stedet for stråtag og mure gavle i murværk i stedet for bindingsværk. I 1850-erne begyndte man i landbruget at iværksætte store drænprojekter for at afvande jorden, og her leverede fabrikken gennem mange år drænrør.
I 1872 kom fabrikken til at indgå i aktieselskabet Bornholms Kul- og Teglværker, som hentede tyske mineingeniører op for at forbedre produktionen. I slutningen af 1876 indstilledes kulbrydningen, da forekomsterne var ved at være udtømte og markedet for kul til dampmaskiner blev præget af stadigt billigere britiske kul, og året efter blev fabrikken solgt.  
Fra 1889 videreførtes produktionen, nu især af klinker, under navnet Hasle Klinker- og Chamottestensfabrik A/S. Produkterne blev hovedsageligt solgt på det danske marked, hvor man efterhånden kunne udkonkurrere svenske og tyske leverandører, samt i landene langs Østersøen, hvortil transport med skib var nem. Ved en udstilling i 1895 i Lübeck vandt firmaet guldmedalje for sine klinker. Omkring århundredeskiftet var der 120-130 ansatte, heraf mange svenskere, tyskere og polakker.
I 1928 øgedes produktionen af glaserede kloak- og drænrør, og man opnåede en markedsandel i Danmark på 50 %. Fabrikken var i 1950-erne Bornholms største arbejdsplads, med op til 1.200 ansatte. På den tid afgik dagligt 3-4 skibe med produktionen fra havnene i Hasle og Rønne og ud i verden.
Man begyndte i 1970-erne at bruge plastik til kloak- og drænrør, og dette mærkedes tydeligt på fabrikkens afsætning. For at sikre de omkring 700 arbejdspladser overtog Bornholms Amt i 1978 firmaet, som to år senere blev solgt videre til F.L. Smidth, der havde interesser i produktionen af ildfaste kakler til deres cementovne. I 1989 blev firmaet solgt til den daværende direktør Kaj Mogensen, ved hvis død i 1997 produktionen indstilledes. De fleste af bygningerne er i dag nedrevet.
Mellem fabrikken og Hasle havn anlagdes samtidig med havneudvidelsen 1874 til 1877 en smalsporet 3,3 km lang banelinje til transport af fabrikkens produkter, og denne bane var i brug helt til 1997. I dag er banetraceet ombygget til cykelsti.

## Eksempler på Hasle klinker

### Bornholm
- Hasle klinker på dørtrin i Allinge
- Klinkegulv i Østerlars rundkirke
- Hasle klinker, fortov i Hasle by
- Facade på Musikhuzet Bornholm på Store Torv i Rønne, beklædt med Hasle klinker

### Øvrige Danmark
- Københavns Hovedbanegård, gulvbelægning i banegårdshallen
- Strandvejen 70 i Hellerup, København, dele af facadebeklædning

- Fortov i Bredstedgade, Odense
- Fortov i Arendalsgade, Østerbro, København
- Kirkegulv i Tåstrup Nykirke

### Udlandet
- Belægning af Hasle klinker i restaurant Marvanymenyasszony i Budapest, Ungarn